# Il silenzio degli innocenti (film)
Il silenzio degli innocenti (The Silence of the Lambs) è un film del 1991 diretto da Jonathan Demme.
Basato sull'omonimo romanzo di Thomas Harris, è il secondo film (dopo Manhunter - Frammenti di un omicidio del 1986) tratto dai romanzi incentrati sulla figura del serial killer Hannibal Lecter. Avvalendosi nuovamente dell'interpretazione di Anthony Hopkins, la pellicola ha poi avuto un seguito con il film Hannibal del 2001.
È il terzo, e a oggi ultimo film, dopo Accadde una notte e Qualcuno volò sul nido del cuculo, che alla cerimonia degli Oscar è stato premiato con i Big Five, ovvero i premi Oscar come miglior film, miglior regia (Jonathan Demme), miglior sceneggiatura non originale (Ted Tally), miglior attrice (Jodie Foster) e miglior attore (Anthony Hopkins). In particolare, quest’ultimo riuscì ad aggiudicarsi il premio nonostante i soli 24 minuti e 52 secondi di apparizione nel film.
Nel 1998 l'American Film Institute l'ha inserito al sessantacinquesimo posto della classifica dei migliori cento film statunitensi di tutti i tempi, mentre dieci anni dopo, nella lista aggiornata, è sceso al settantaquattresimo posto. Nel 2018 Empire lo ha classificato al 48º posto nella lista dei 500 migliori film di tutti i tempi.
Nel 2011 è stato scelto per essere conservato nel National Film Registry della Biblioteca del Congresso degli Stati Uniti d'America.

## Trama
(Hannibal Lecter al telefono con Clarice)
La comparsa di un folle e sadico serial killer che uccide e scuoia delle giovani ragazze motiva Jack Crawford, dirigente dell'FBI, a cercare l'aiuto del dottor Hannibal Lecter, ex psichiatra e criminologo, detenuto da oltre otto anni nel manicomio criminale di Baltimora, diretto dal dottor Chilton, con l'accusa di aver ucciso alcuni suoi pazienti e di averne divorato i corpi, da cui il soprannome di Hannibal the Cannibal. Si ritiene infatti che Lecter possa sapere molte cose sull'assassino, soprannominato "Buffalo Bill", ma poiché il dottor Lecter rifiuta ogni collaborazione, Crawford decide di assegnare alla promettente recluta Clarice Starling l'incarico di risolvere il caso sperando che la giovane donna riesca a persuadere il folle psichiatra.
Clarice fissa un incontro con lui, e viene messa in guardia sia da Crawford sia da Chilton: con Lecter è molto importante non rivelare nulla di sé stessi o mostrarsi troppo disponibili. Il cannibale mostra subito di avere sensazionali capacità mentali, di gran lunga superiori a quelle normali, e Clarice scopre che la sincerità è la chiave per poter discutere con Lecter e per convincere anche lui ad aprirsi.
Clarice, in cambio dell'aiuto del dottore, si sottopone alle sue sedute di analisi e gli racconta di essere rimasta molto turbata, durante l'infanzia, oltre che dalla morte del padre, dalla scena straziante degli agnellini destinati alla macellazione, che belavano disperati (the lambs, ossia "gli agnelli", danno il titolo al film in inglese, cambiato in italiano in "gli innocenti"). Sebbene resti un serial killer cannibale, folle e spietato, Lecter sviluppa una profonda e sincera simpatia, quasi paterna, per Clarice.
Grazie a questi incontri Clarice arriva a comprendere sempre più dettagli dell'assassino, riuscendo infine a scovarlo. "Buffalo Bill", il cui vero nome è Jame Gumb, tenta di uccidere Clarice, ma viene preceduto dalla stessa che, ottima tiratrice, lo fredda con più colpi di pistola, riuscendo così a salvare Catherine, l'ultima ragazza sequestrata, figlia di un'influente senatrice repubblicana.
A questo punto Lecter, che aveva barattato la propria collaborazione con un regime di maggior libertà, riesce a evadere, facendo perdere del tutto le sue tracce, mentre Clarice viene promossa al ruolo di agente speciale dell'FBI.
Durante il ricevimento per la promozione, Clarice riceve una telefonata da Lecter dalle Bahamas, che le chiede se finalmente gli agnelli hanno smesso di gridare, ossia se i traumi e i fantasmi del passato abbiano smesso di tormentarla; sicuro di non poter essere rintracciato, Hannibal le confida che sta per "avere un vecchio amico per cena", mentre il suo sguardo si posa su un jet dal quale sta scendendo il dottor Chilton. Questi, sentendosi, a ragione, in pericolo durante la latitanza di Lecter, cercava una località segreta dove nascondersi, capitando infine nello stesso luogo dove Lecter si trova già. Lecter si mescola alla folla e con discrezione si incammina, dietro a Chilton e la sua scorta, affamato.

## Produzione
Anthony Hopkins ha introdotto di sua iniziativa alcuni particolari nella recitazione del personaggio di Hannibal Lecter, tra cui il sinistro risucchio fatto a denti stretti dopo aver detto a Clarice di aver mangiato il fegato dell'addetto ai censimenti accompagnato da un vino Chianti.
Anche la parte sulle origini povere e contadine di Clarice non era prevista dal copione, causando la realistica risposta dell'offesa e ferita Jodie Foster, genuina poiché inaspettata. Terminata la scena, l'attrice ha ringraziato Hopkins per averle provocato quella reazione.
Anthony Hopkins ha assistito ad alcuni processi per assassinio e visionato molte videointerviste a serial killer per documentarsi sul personaggio: per meglio prepararli alle loro parti, a Hopkins e a Foster erano stati consegnati dei nastri che alcuni serial killer avevano registrato mentre torturavano le proprie vittime; nessuno dei due li ha ascoltati. Mentre l'attore Scott Glenn, dopo aver sentito alcune di queste registrazioni, pare abbia cambiato idea riguardo alla pena di morte, rivalutandola.
L'attrice Brooke Smith, che interpreta Catherine Martin, ingrassò di oltre 12 kg appositamente per il ruolo.
Il budget del film ammontò a 19 milioni di dollari.

### Riprese

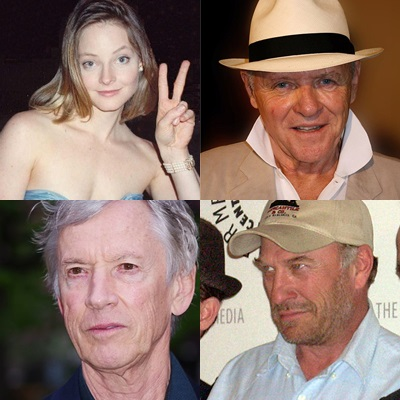
Cast principale del film

Le riprese della pellicola furono svolte dal 15 novembre 1989 al 1º marzo 1990. I luoghi delle riprese sono stati filmati principalmente in Pennsylvania e precisamente a Pittsburgh e Layton. Altre riprese sono state effettuate in West Virginia, Ohio e Tennessee. L'ultima sequenza è stata ripresa al Bimini Airport alle Bimini Island nelle Bahamas.

### Costumi
Parte degli abiti dei protagonisti è stata realizzata da Nino Cerruti.

## Promozione
Sulla locandina pubblicitaria del film compariva, appoggiata sulle labbra di una ragazza, una sfinge testa di morto (Acherontia atropos), una particolare falena che ha un disegno sul dorso somigliante a un teschio (Buffalo Bill inseriva questo esemplare di lepidottero nella cavità orale di ogni sua vittima).
Osservando attentamente il teschio, si può notare che si tratta di un'illusione ottica, raffigurante in realtà sette donne nude. Infatti, si tratta di una foto artistica scattata nel 1951 dal pittore spagnolo Salvador Dalì (1904-1989) e dal fotografo statunitense Philippe Halsman (1906-1979), in cui le sette donne nude, utilizzate come soggetto, assumevano la forma di un teschio. L'opera si chiama In voluptas mors ("Nel piacere la morte").
La celebre battuta, pronunciata nel film da Lecter ("Uno che faceva un censimento una volta tentò di interrogarmi. Mi mangiai il suo fegato con un bel piatto di fave ed un buon Chianti."; in lingua originale "A census taker once tried to test me. I ate his liver with some fava beans and a nice Chianti.") è stata inserita nel 2005 nella lista delle cento migliori citazioni cinematografiche di tutti i tempi stilata dall'American Film Institute, nella quale figura al 21º posto.

## Distribuzione
Il silenzio degli innocenti uscì negli USA il 14 febbraio 1991, dopo l'anteprima al New York Film Festival nel 30 gennaio. In Italia la pellicola uscì il 5 marzo dello stesso anno, e si classificò al nono posto, come box office, della stagione 1990/1991, nel quale arrivò al primo posto Balla coi lupi di Kevin Costner.
Originariamente il film doveva essere distribuito nell'autunno 1990, ma la Orion Pictures spostò l'uscita al febbraio 1991, in modo da concentrare i loro sforzi per la distribuzione e promozione al film Balla coi lupi come candidato agli Oscar.
Il film è la prima pellicola ad aver vinto l'Oscar di miglior film dell'anno ed essere, al momento della cerimonia, contemporaneamente diffuso a livello di home video, in quanto uscì nelle sale nel febbraio 1991 e vinse l'edizione degli Oscar nel marzo 1992, tredici mesi dopo.

### Restauro
Restaurato in 4K dalla British Film Institute, la prima proiezione è avvenuta in Inghilterra il 3 novembre 2017.

## Accoglienza

### Incassi
Il film ha incassato 130742922 $ negli Stati Uniti d'America e 142000000 $ nel resto del mondo, per un totale di 272742922 $.

### AFI 100 Years
Oltre all'inserimento nella AFI's 100 Years... 100 Movies, l'AFI omaggiò la pellicola inserendola anche nella AFI's 100 Years... 100 Thrills, dove è quinto in classifica. 
La pellicola appare inoltre in due liste dedicate ad altri contenuti: la AFI's 100 Years... 100 Heroes and Villains vede Clarice Starling sesta negli eroi e Hannibal Lecter medaglia d'oro nei cattivi, mentre la AFI's 100 Years... 100 Movie Quotes vide il film ventunesimo grazie alla celebre battuta di Hannibal Lecter. 

## Riconoscimenti
- 1992 - Premio Oscar
  - Miglior film a Edward Saxon, Kenneth Utt e Ronald M. Bozman
  - Miglior regista a Jonathan Demme
  - Miglior attore protagonista a Anthony Hopkins
  - Miglior attrice protagonista a Jodie Foster
  - Miglior sceneggiatura non originale a Ted Tally
  - Candidatura al miglior montaggio a Craig McKay
  - Candidatura al miglior sonoro a Tom Fleischman e Christopher Newman
- 1992 - Golden Globe
  - Miglior attrice in un film drammatico a Jodie Foster
  - Candidatura al miglior film drammatico
  - Candidatura al miglior regista a Jonathan Demme
  - Candidatura al miglior attore in un film drammatico a Anthony Hopkins
  - Candidatura alla miglior sceneggiatura a Ted Tally
- 1992 - Premio BAFTA
  - Miglior attore protagonista a Anthony Hopkins
  - Miglior attrice protagonista a Jodie Foster
  - Candidatura al miglior film a Edward Saxon, Kennetth Utt e Ronald M. Bozman
  - Candidatura al miglior regista a Jonathan Demme
  - Candidatura alla miglior sceneggiatura non originale a Ted Tally
  - Candidatura alla miglior fotografia a Tak Fujimoto
  - Candidatura al miglior montaggio a Craig McKay
  - Candidatura al miglior sonoro a Skip Lievsay, Christopher Newman e Tom Fleischman
  - Candidatura alla miglior colonna sonora ad Howard Shore
- 1991 - Festival di Berlino
  - Orso d'argento per il miglior regista a Jonathan Demme
  - Candidatura all'Orso d'oro
- 1992 - Saturn Award
  - Miglior film horror
  - Miglior attore protagonista a Anthony Hopkins
  - Miglior sceneggiatura a Ted Tally
  - Miglior trucco a Carl Fullerton e Neal Martz
  - Candidatura al miglior regista a Jonathan Demme
  - Candidatura alla miglior attrice protagonista a Jodie Foster
  - Candidatura ai migliori costumi a Colleen Atwood
  - Candidatura alla miglior colonna sonora a Howard Shore
- 1992 - Premio César
  - Candidatura al miglior film straniero a Jonathan Demme
- 1991 - National Board of Review Awards
  - Miglior film
  - Miglior regista a Jonathan Demme
  - Miglior attore non protagonista a Anthony Hopkins
  - Migliori dieci film
- 1991 - New York Film Critics Circle Awards
  - Miglior film
  - Miglior regista a Jonathan Demme
  - Miglior attore protagonista a Anthony Hopkins
  - Candidatura alla miglior attrice protagonista a Jodie Foster
- 1991 - Boston Society of Film Critics Award
  - Miglior film
  - Miglior regista a Jonathan Demme
  - Miglior attore non protagonista a Anthony Hopkins
  - Miglior fotografia a Tak Fujimoto
- 1991 - Golden Screen
  - Golden Screen Award
- 1991 - London Critics Circle Film Awards
  - Candidatura al film dell'anno
  - Candidatura al regista dell'anno a Jonathan Demme
  - Candidatura all'attore dell'anno a Anthony Hopkins
  - Candidatura all'attrice dell'anno a Jodie Foster
- 1991 - Casting Society of America
  - Candidatura al miglior casting a Howard Feuer
- 1992 - Chicago Film Critics Association Award
  - Miglior film
  - Miglior regista a Jonathan Demme
  - Miglior attore protagonista a Anthony Hopkins
  - Miglior attrice protagonista a Jodie Foster
  - Miglior sceneggiatura a Ted Tally
- 1992 - ASCAP
  - ASCAP Award ad Howard Shore
- 1992 - American Cinema Editors
  - Candidatura al miglior montaggio a Craig McKay
- 1992 - Awards of the Japanese Academy
  - Candidatura al miglior film straniero
- 1992 - Blue Ribbon Awards
  - Miglior film straniero a Jonathan Demme
- 1992 - Directors Guild of America
  - DGA Award a Jonathan Demme, Kenneth Utt, Ronald M. Bozman e Kyle McCarthy
- 1992 - Edgar Award
  - Miglior sceneggiatura a Ted Tally
- 1992 - People's Choice Award
  - Miglior film
- 1992 - Writers Guild of America
  - WGA Award a Ted Tally

## La saga di"Hannibal Lecter"

### Film
- Nel 2001 uscì il sequel Hannibal, diretto da Ridley Scott. Nel film compaiono nuovamente Anthony Hopkins, nel ruolo di Hannibal Lecter, e Clarice Starling, interpretata però da Julianne Moore.
- Nel 2002 è stato girato il prequel, Red Dragon, trasposizione del romanzo Il delitto della terza luna e remake del film Manhunter - Frammenti di un omicidio diretto da Michael Mann. Nella pellicola, Anthony Hopkins torna a interpretare il suo personaggio.
- Nel 2007 è uscito Hannibal Lecter - Le origini del male, secondo prequel del film del 1991, tuttavia senza la presenza di nessun attore del cast originale.

### Serie TV
- Nel 2015 uscì Hannibal, serie reboot con Mads Mikkelsen nel ruolo del dottor Lecter.
- Nel 2021 esce su Netflix la serie televisiva spin-off Clarice, ambientata un anno dopo gli eventi del film.[8]